# Князь сезона
«Князь сезона» (пол. Książę sezonu) — польский телевизионный чёрно-белый художественный фильм, комедия 1970 года.

## Сюжет
Вместо курорта вскоре возникнет новое озеро, этот курортный сезон — последний. Стефа и Лала - хозяйки маленького пансионата. Ежегодно в конце сезона сюда приезжает Стефан Пулман. Он безнадёжно влюблён в Сусанну. К сожалению, девушкой интересуется не только он.

## В ролях
- Барбара Краффтувна — Стефа
- Халина Коссобудзкая — Лала
- Беата Тышкевич — Сусанна
- Чеслав Воллейко — Стефан Пулман
- Здзислав Вардейн — Сташек
- Иоланта Лёте — Ядвига, «двоюродная сестра» директора
- Богуслав Рыбчыньский — директор
- Пётр Фрончевский — почтальон
- Збигнев Лесень — начальник станции
- Витольд Дедерко — рабочий
- Ханна Орштынович — девушка из курорта
- Малгожата Потоцкая — девушка из курорта
- Анна Оя — девушка из курорта
- Зофья Перчинская и др.